# Željuša, Dimitrovgrad
Željuša (izvirno srbsko Жељуша; bolgarsko Желюша) je naselje v Srbiji, ki upravno spada pod Občino Dimitrovgrad; slednja pa je del Pirotskega upravnega okraja.

## Demografija
V naselju, katerega izvirno (srbsko-cirilično) ime je Жељуша, živi 1169 polnoletnih prebivalcev, pri čemer je njihova povprečna starost 42,4 let (41,9 pri moških in 42,8 pri ženskah). Naselje ima 478 gospodinjstev, pri čemer je povprečno število članov na gospodinjstvo 2,92.
Prebivalstvo je večinoma nehomogeno.
|  |

| Demografija | Demografija     | Demografija     |
| Leto        | Št. prebivalcev | Št. prebivalcev |
| ----------- | --------------- | --------------- |
|             |                 |                 |
|             |                 |                 |
|             |                 |                 |
|             |                 |                 |
| 1948        | 476             |                 |
| 1953        | 454             |                 |
| 1961        | 490             |                 |
| 1971        | 850             |                 |
| 1981        | 1391            |                 |
| 1991        | 1442            | 1408            |
| 2002        | 1431            | 1394            |
|             |                 |                 |

| Etnična sestava po popisu iz leta 2002 | Etnična sestava po popisu iz leta 2002 | Etnična sestava po popisu iz leta 2002 | Etnična sestava po popisu iz leta 2002 | Etnična sestava po popisu iz leta 2002 |
| -------------------------------------- | -------------------------------------- | -------------------------------------- | -------------------------------------- | -------------------------------------- |
| Bolgari                                | Bolgari                                |                                        | 720                                    | 51,64%                                 |
| Srbi                                   | Srbi                                   |                                        | 513                                    | 36,80%                                 |
| Jugoslovani                            | Jugoslovani                            |                                        | 10                                     | 0,71%                                  |
| Črnogorci                              | Črnogorci                              |                                        | 1                                      | 0,07%                                  |
| Makedonci                              | Makedonci                              |                                        | 1                                      | 0,07%                                  |
| Neznano                                | Neznano                                |                                        | 17                                     | 1,21%                                  |